# Coleman Sellers II
Coleman Sellers II (Upper Darby, 28 gennaio 1827 – Filadelfia, 28 dicembre 1907) è stato un ingegnere, insegnante e inventore statunitense.
Fu capo ingegnere presso la William Sellers & Co., professore di meccanica presso il Franklin Institute e professore di ingegneria allo Stevens Institute of Technology. Durante la sua carriera ottenne più di trenta brevetti e ricoprì il ruolo di presidente della American Society of Mechanical Engineers dal 1886 al 1887.

## Biografia

### Gioventù
Sellers nacque a Upper Darby Township in Pennsylvania, ultimogenito di Coleman e Sophonisba Angusciola Peale e discendente diretto di Samuel Sellers, che nel 1682 ricevette una delle prime concessioni terriere in Pennsylvania. La famiglia paterna contava un gran numero di ingegneri; per quanto riguarda il ramo materno invece, suo nonno era Charles Willson Peale. Studiò presso scuole pubbliche e, per cinque anni, all'accademia di Anthony Bolmar a West Chester.

### Primi anni di carriera
Nel 1846, Sellers divenne progettista presso la Globe Rolling Mill di Cincinnati, azienda di proprietà dei suoi fratelli maggiori Charles e George. La sua genialità nella meccanica venne presto alla luce, e sotto la sua guida la macchina per la trafilatura venne ricostruita e migliorata. Rimase presso l'azienda per tre anni, lavorando anche come supervisore.
Le sue indagini tempestive e approfondite sulle scoperte scientifiche lo portarono ad essere un mentore per un gruppo di intellettuali di Cincinnati, e spesso a dare lezioni, corredate da esperimenti pratici, di chimica, fisica e sull'elettricità. Tra il 1850 e il 1851 progettò e costruì locomotive per la Panama Railway; una volta terminato il lavoro si occupò della fabbrica di locomotive di James e Jonathan Niles a Cincinnati, dove lavorò come capofabbrica per cinque anni.
Nel 1856 Sellers si trasferì a Filadelfia, dove si unì alla forza lavoro della William Sellers & Co., azienda di tecnici costruttori e produttrice di utensileria per macchinisti, di proprietà William Sellers, suo cugino di secondo grado. Dopo alcuni anni passati come sovrintendente, divenne capo ingegnere ed in questa veste ottenne svariati brevetti. 
Nel 1872 Sellers divenne membro della American Philosophical Society, mentre l'anno successivo venne fatto socio dell'azienda del cugino.
Nel 1886 alcuni problemi di salute lo portarono a rinunciare al ruolo di capo ingegnere presso William Sellers & Co., rimase tuttavia attivo nel ruolo di consulente.
La sua opera massima fu probabilmente correlata allo sviluppo della centrale idroelettrica sulle cascate del Niagara. Sellers lavorò come consulente per la Cataract Construction Company, una compagnia incaricata di portare a termine i lavori presso le cascate, inoltre fu parte della International Niagara Commission, che stabilì i tipi di turbine e generatori da utilizzare e i metodi di trasmissione di potenza che vennero infine adottati. Sellers progettò le prime dinamo installate nella centrale elettrica.

### Ulteriori note sulla carriera
Dal 1856, anno del suo arrivo a Filadelfia, Sellers si identificò fortemente con il Franklin Institute, dove ricoprì la carica di vice presidente per diversi anni e di presidente per 5 mandati consecutivi, tra il 1870 e il 1875. Venne nominato professore di meccanica nel 1881 e con le sue lezioni, che attiravano sempre una vasta platea, contribuì molto all'interesse verso il museo.
Nel 1888 venne nominato professore di ingegneria presso lo Stevens Institue of Technology di Hoboken, dove teneva lezioni periodiche durante l'anno scolastico. L'istituto gli conferì il titolo di dottore in ingegneria nello stesso anno della nomina. 
Sellers fu un membro di circoli di ingegneria e scienza dia negli Stati Uniti che in Europa, e socio fondatore e presidente della American Society of Mechanical Engineers.
Nel 1877 a Sellers venne conferito l'Ordine reale norvegese di Sant'Olav da Oscar II di Svezia, in onore delle sue conquiste scientifiche.

### Vita privata
Sellers sposò Cornelia Wells (1831-1909) l'8 ottobre 1851, con la quale ebbe quattro figli: Coleman Jr. (1852-1922), Jessie (1855-1932), Horace Wells (1857-1933), and Harold (1875-1876).
La figlia Jessie sposò Sabin Woolworth Colton Jr., un importante investitore a Filadelfia e New York.
Coleman Sellers II morì il 28 dicembre 1907 a Filadelfia e riposa al West Laurel Hill Cemetery di Bala Cynwyd.

## Invenzioni
Sellers ottenne più di trenta brevetti, tra i quali un dispositivo di accoppiamento per alberi nel 1857, che viene utilizzato a tutt'oggi. Nel 1861 brevettò il cinematoscòpio, un apparecchio per la visione animata di immagini in movimento, antenato del cinema moderno.
Le sue altre invenzioni riguardano principalmente la modifica e il miglioramento di macchine esistenti.
L'utilizzo di cotone assorbente nell'ambito delle operazioni chirurgiche fu una sua idea, inoltre propose l'utilizzo di glicerolo per mantenere umide le lastre fotografiche.